# Утямышев, Рустам Исмаилович
Рустам Исмаилович Утямышев — (23 апреля 1926 года, Татарстан - 14 августа 1999 года, Москва) советский, российский учёный-специалист в области авиакосмической, радиоэлектронной и медицинской техники, кандидат технических наук, профессор, заслуженный изобретатель РСФСР

## Биография
В 1951 году закончил Ленинградский институт авиационного приборостроения по специальности «Инженер-электромеханик» по профилю «Радиолокационные прицелы с автоматическим наведением самолёта-истребителя». С 1951 по 1967 гг. работал в Государственном Краснознаменном НИИ военно-воздушных сил (ГК НИИ ВВС). В годы службы в Вооруженных силах занимался вопросами измерения скоростей вращения авиационных двигателей, участвовал в программах неконтактного уничтожения воздушных целей, первых беспилотных летательных аппаратов (крылатых ракет), вопросами жизнеобеспечения обитаемых космических кораблей. Имеет воинское звание полковника.
Под его личным руководством созданы комплексы для измерения скоростей вращения турбокомпрессоров, электроприводов, расходов топлива, точных бортовых образцовых приборов времени, измерители горизонтальной скорости самолётов, начальных скоростей авиационного вооружения, методы неконтактного поражения воздушных целей в системах «воздух-воздух», автоматизированные системы многоканальной информации, средства радиовоздействия. Являлся главным конструктором по созданию тренажерной, испытательной и бортовой техники по подготовке экипажей космических кораблей. За успешную подготовку полета первого космонавта Ю. А. Гагарина был награждён орденом Трудового Красного Знамени.
С 1967 по 1984 гг. руководил Всесоюзным научно-исследовательским и испытательным институтом медицинской техники (ВНИИИМТ) — головным институтом страны по формированию и реализации технической политики в области медицинской техники.
Являлся руководителем Координационного центра стран-членов СЭВ по развитию медицинской техники с 1970 по 1984 г.
В 1971 г. был назначен главным метрологом Министерства здравоохранения СССР и занимался развитием теории метрологии медицинских измерений в комплексе с физико-техническими измерениями. С 1979 по 1984 гг. являлся председателем Международного комитета по измерениям в биологии и медицине ИМЕКО.
Утямышев Р. И., назначенный Совмином СССР в качестве главного конструктора комплекса барокамер, средств гипербарической оксигенации и гемосорбции, возглавлял работы по развитию современных авторегулируемых средств криогенной техники, хирургических инструментов, микропроцессорных информационно-измерительных и диагностических средств.
С 1969 по 1984 гг. являлся председателем Всесоюзного научного медико-технического общества. Под руководством Утямышева Р. И. была разработана «Комплексная программа научно-технического прогресса СССР на 1986—2000 гг.» по разделам технического вооружения здравоохранения (75 книг), а также программа для стран-членов СЭВ.
В 1985—1990 гг. возглавлял научно-технический совет ВНЦХ АМН ССР и принимал участие в более 100 ОКР по медицинской технике.
С 1990 по 1999 гг. являлся директором научно-производственного комплекса ГП "Московский центр внедрения достижений науки и техники «Москва». При его непосредственном участии и научном руководстве в 1991—1994 гг. были подготовлены и реализованы региональные программы «Конверсия — городу».
Действительный член Российской академии естественных наук (1998) и Академии медико-технических наук (1995)
Под его руководством защищено более 30 кандидатских диссертаций. Автор более 300 научных работ, в том числе 5 монографий и 120 изобретений.

## Научные труды
- Утямышев Р. И. Техника измерения скоростей вращения — М.: Госэнергоиздат, 1961
- Утямышев Р. И. Радиоэлектронная аппаратура для исследования физиологических процессов — М.: Энергия, 1969
- Современные приборы и техника физиологического эксперимента / ред.: Парин В. В., Утямышев Р. И. — М.: Наука, 1969